# 男同性戀

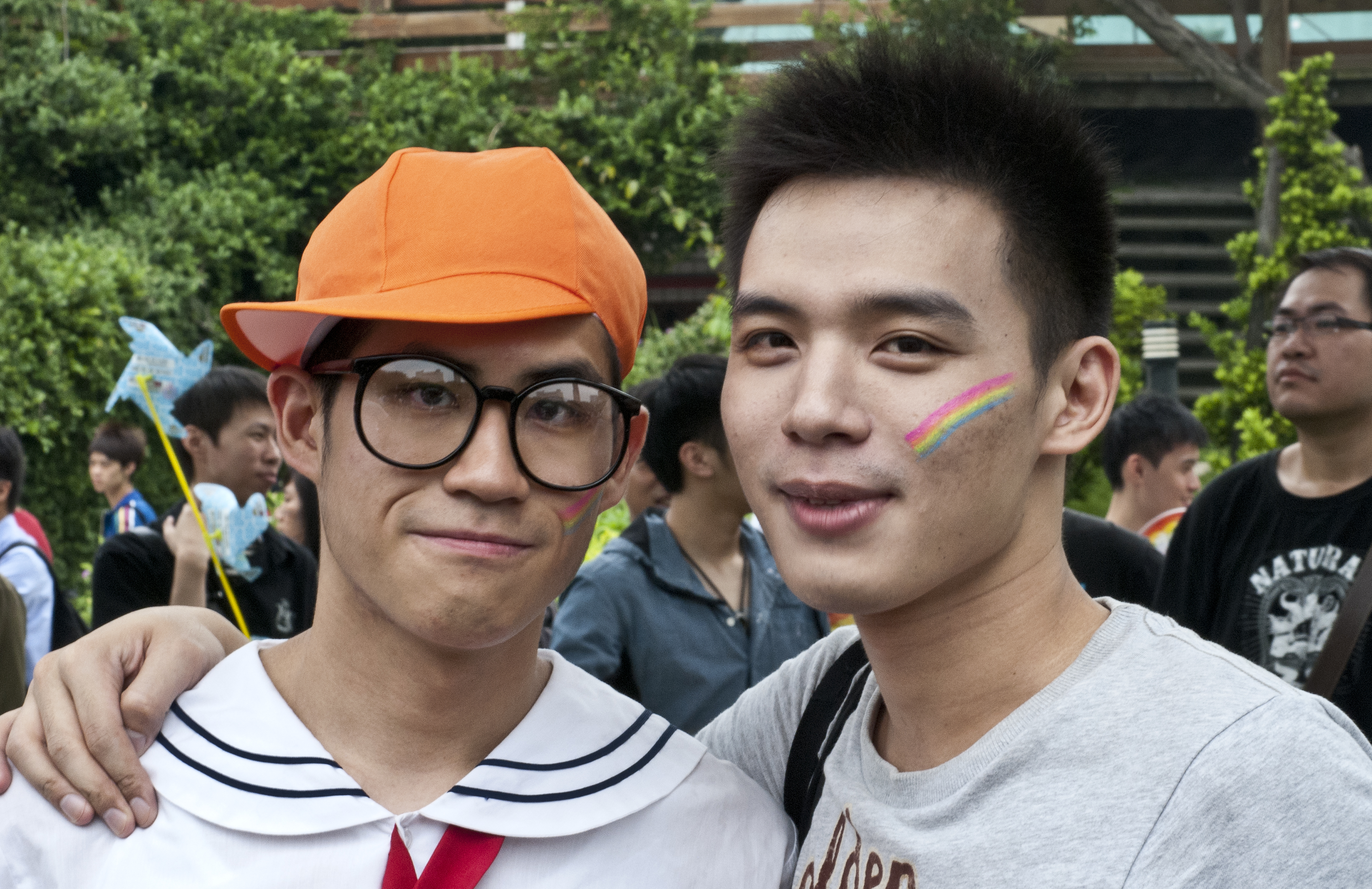
臺灣同志遊行之男同性恋者

男同性戀（英語：gay men）是一種单性恋，一般指倾向以同性為對象建立親密關係的男性，或以此性取向作為主要的自我性向認同的現象或行為。
男同性戀者通常是身體與生理構造與其他性取向的男性無異，唯独心理和生理上受同性所吸引的順性別者。如果性別認同不認為自己是男性的男性，有可能不認為自己屬於男同性戀，例如順利實施變性手術的跨性別女性可能認為自己屬於異性戀。
現今男同性戀者在世界大部分地區仍然受到嚴重的歧視，例如亞洲、非洲以及中東地區。在美國，許多男同性戀者依舊會在日常生活中面臨歧視，但有不少男同性戀者在美國社會取得成功並活躍發展，例如蘋果公司執行長提姆·庫克及民主黨籍政治人物彼得·布塔朱吉。在歐洲也有不少男同性戀者擔當政府的重要職位，例如盧森堡首相札維耶·貝特爾、愛爾蘭副總理李歐·瓦拉德卡（他也曾於2017年6月至2020年6月期間擔任愛爾蘭總理），以及於2011年至2014年期間擔任比利時首相的艾利歐·迪賀波。

## 稱呼

### 中文
在中國古代，對於男同性戀者下列幾種委婉說法：
- 龍陽：出自《戰國策·魏策》，其中記載龍陽君為魏安釐王拂枕席。
- 斷袖：出自《漢書·佞幸傳》，漢哀帝與董賢共寢，董賢壓住了哀帝的袖子，哀帝不忍驚醒他，用小刀割斷半截袖子而起。今仍有「斷袖之癖」一詞。
- 分桃：彌子瑕與衛靈公分桃而食。

在現代，中文社會對於男性同性戀者有數種稱謂：
- 男同性戀者：較為完整的稱謂。
- 男同性恋：常見稱謂。
- 男同志：常見稱謂。
- 男同：常見簡稱。
- 㚻、㚻佬：「㚻」是英語「gay」的粵語諧音。本來「㚻」字只用於「㚻姦」一詞中，由于该字较为生僻，1980至1990年代香港粵語電影的中文字幕經常會使用「基」代替「gay」，加上粵語習慣用「佬」字來稱呼男性，於是形成「基佬」一詞。後來靠著香港電影的影響力，「基」、「基佬」的用法傳播至整個中國。
- Hehe：香港網絡用語，由兩個英語的「he」組成，大約於2010年代開始流行。亦有對應女同性戀的詞語「sheshe」。
- 斷背：受到李安執導電影《斷背山》的影響，「斷背」被用來指男同性戀之情。

### 英文
最為常見的用法為「gay」。「gay」一詞原意為「快樂」、「開心」或「明亮」，而後漸被大眾用於稱呼男同性戀者或同性戀者。過去曾有一段時間，「gay」這個詞只被用來稱呼男性的同性戀者（例如：「gay bar」這個詞至今仍然用來稱呼屬於男同性戀文化的一部分的或是以男同性戀者為主要客群的酒吧。），但到了20世紀末，「gay」這個詞被許多LGBT團體建議用來稱呼所有同性戀者（即不分男、女），於是今日也時常使用「gay」來稱呼女同性戀者。但「lesbian」專門稱呼女同性戀者，而「gay men」專門稱呼男同性戀者。

## 人口數目
對男同性戀者在人口中所佔比例的統計不同立場的群體，根據不同的統計方式會得出差別很大的統計數字。統計男同性戀者在人口中的比例有困難的原因，一個是調查者調查的本質，比如是根據發生同性性行為來定義同性戀或是根據對同性的性吸引力來定義同性戀。另一個原因是因為這些統計很大部分都是根據受訪者自己的報告，在同性戀者受到法律迫害或社會歧視或其他因素影響而對於承認自身為同性戀有風險的地區，同性戀者並不會真實報告自己的性取向，這也影響了統計數據的準確性。
阿爾弗雷德·金賽於1948年發表的關於男性性行為的研究《人類男性性行為》中，根據金賽量表來統計，總結出美國37%的男子在成年後通過與另一名男子的接觸達致性高潮。

### 澳洲
澳洲2001年-2002年的一份調查，電話訪問了19,307人，其中1.6%的人士自我定義為男同性戀者。其中有8.6%的男性說他們對同性感覺吸引力或發生過同性性行為。總體而言，5.9%的男性說他們一生當中經歷過同性性行為。一半發生過同性性行為的男性自我認為是異性戀者。

### 丹麥
丹麥1992年的一份隨機調查中發現1,373名受訪者當中有2.7%報告說他們曾經有同性性行為的經歷。

### 法國
法國一份1992年的調查發現，受訪的20,055人當中，4.1%的男性一生中至少有一次同性性行為的經驗。

### 英國
英國一份1992年的調查發現，受訪的8,337名英國男性中，6.1%有過「同性戀經驗」，以及3.6%的人曾有「一名或以上同性伴侶」。

## 人權

### 自我認同

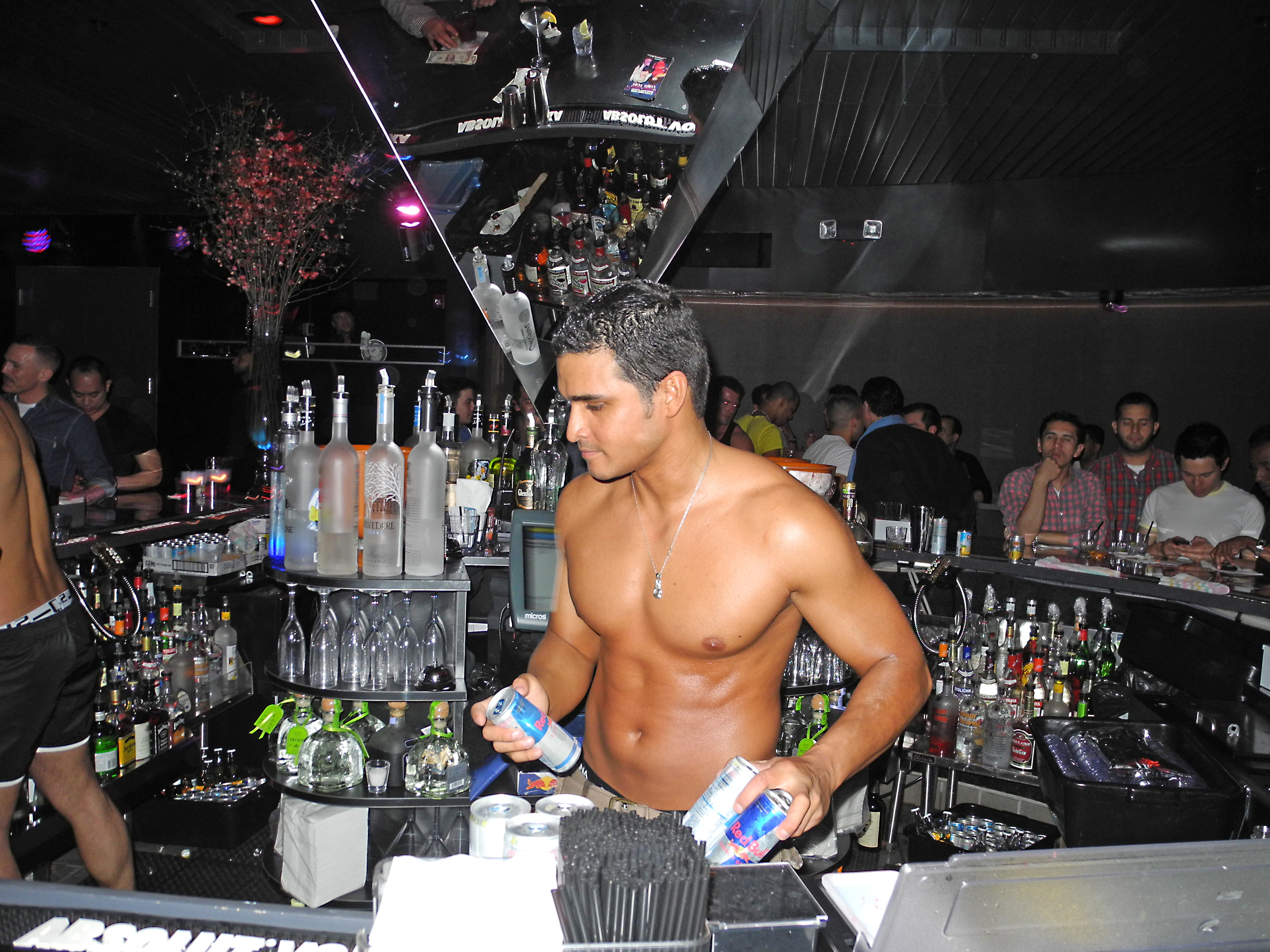
美国纽约的一家同性恋酒吧

男同性戀者在意識到自己對同性感到吸引力、認識自己同性性取向到接受並認同的過程是男同性戀自我身份認同和建立的過程。這一過程受到社會認同的影響。在同性戀與主流價值觀有衝突的社會，同性戀者因為受到社會和大眾壓力的影響，造成同性戀者自我認同的主要障礙，同時帶來了一些家庭和社會問題。
認同自己同性戀身份並向他人透露的過程稱為出櫃。個人根據自身家庭情況、受教育程度、宗教信仰、社會地位等因素而對與自己關係親疏的人士進行出櫃。有人只在尋找伴侶時出櫃，有人會選擇告訴自己的朋友甚至家人，也有人會完全公開自己的性取向。同時也有一些男同性戀者一輩子也不願公開自己的同性戀傾向。在中国内地，因受中國傳統文化的影響，很多男同性戀者不敢向家人坦白自己的性取向，有些外出打工的男同性戀者每到过年回家被家人催促婚事时都受到巨大的精神压力，部分人担心家人不能接受其同性戀取向。很多男同性恋会与异性恋的女性结婚，這些男同性戀者的妻子被称同妻。亦有男同性戀者在网上相约女同性恋者、腐女等回家见父母，甚至进行形式婚姻。

### 婚姻
在承認同性婚姻的地區，男同性戀者可以註冊結婚。在中國大陸，同性戀婚姻不受認可，因此很多男同性戀者迫於社會文化傳宗接代的壓力，而與異性戀女性結婚。也有男同性戀者與女同性戀者進行協商，之後進行只有結婚名義的形式婚姻。雖然這種婚姻受到法律的實際認可，但是夫妻雙方通常不發生性行為。在臺灣於2018年11月24日舉行公投，將同性婚姻納入《民法》（婚姻平權）與支持各級學校實施性別平等教育兩案遭到反對而失敗，事後傳出有數名同志因公投結果而輕生；2019年5月，立法院通過了行政院與立法院民進黨黨團依據司法院大法官作成的司法院釋字第748號解釋與2018年中華民國全國性公民投票結果而立法的《司法院釋字第748號解釋施行法》。

## 圈內術語
在中文男同性戀社區，有不少社區內使用而外界並不熟知的術語。表列如下：

### 类型代称
- 猴：體型偏瘦或很瘦者，由於體脂肪偏低因此多半容易看得出線條。
- 狼：男同志中體態比較結實精壯且成熟者；
- 狒狒：普通体形，不胖不瘦，体型比较匀者；
- 熊：体形壮硕，虎背熊腰，部分胖中带有肌肉，包括毛毛熊（有胸毛等体毛者）、黑熊、肌肉熊、小熊；
- 狸、貓、兔：男同志中體態嬌小可愛者；
- 豬：男同志中體態過胖者；
- 直男、異男：异性恋男性；
- MB：为男同性戀者提供性服务的男性（部分为直男）。

### 體位
- 1069：男同性戀之間肛交和互相口交的合稱

### 地方稱呼
- 風臀：古吳語詞彙。意指男子同性做愛時的肛門，也指男子同性做愛時被動的一方。[11]
- 飄飄：男同志（四川語）。[12]

### 其它
- BAREBACK (BB)：無套性行為
- No face, no chat (NFNC)：沒放臉照不回覆
- Long Term Relationship (LTR)：長久關係

## 擇偶模式
部份男同性戀者在選擇伴侶時，會有特定的喜好。很多的男同性戀者认同自己的男性性別身份，並喜愛具有陽剛氣質和健碩外型的伴侶，例如運動肌肉選手外型的男性或是熊族。也有男同性戀者喜歡具有陰柔氣質的外型，例如長相較白晢、斯文的男性。
另外，亦有部分男同性戀者會聚集在健身房，以提升自己的吸引力，相比起不太在意男性肌肉的女性，部分男同性戀者喜欢拥有健硕胸肌、腹肌、身材强壮的「肌肉男」，这点与異性戀男性喜欢乳房較豐滿的女性类似。
部分男性對穿着制服、西装等的男性比較感覺吸引力，被稱為「正装控」男同性戀者。
除了與自己年紀相約的人，部分男同性戀者也會打破年齡介限，喜歡跟年長者或是較年輕的男性（每國的性自主權年齡不同）發生性行為。

## 性行為

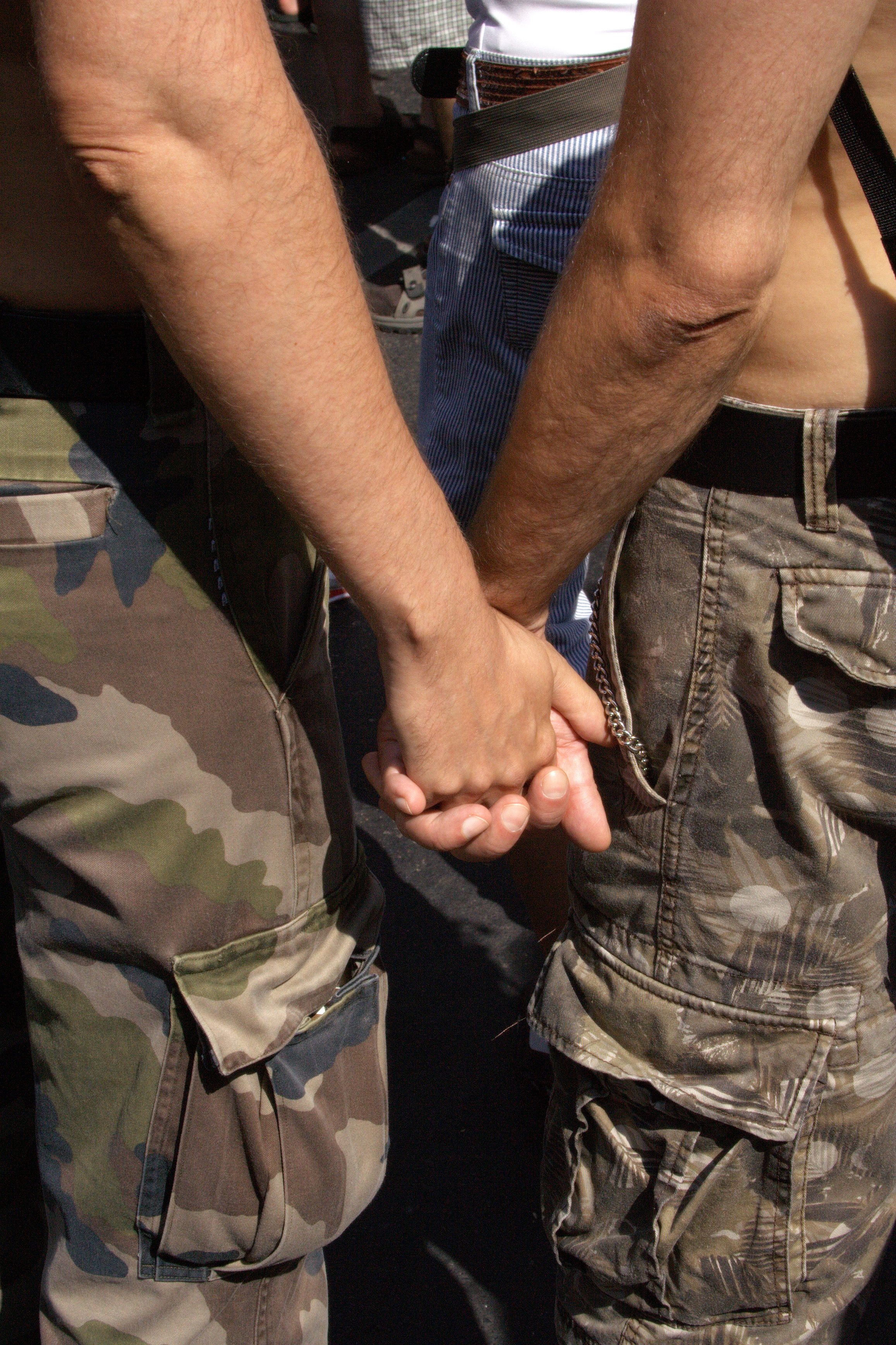
在柏林的一对男同性戀

從社會學角度看，同性戀是一種自我身份的認同，即男同性戀者認同自己是男人並傾慕同性的傾向。同性性行為不直接等同於同性戀，例如士兵服役時因環境缺乏女性，為發洩性慾會與同行男性發生境遇性性行為，但這並不代表他們是同性戀。雖然某些社會群體認為男同性戀者更傾向於濫交，但男同性戀者也可以與伴侶保持專一性關係。
男性沒有陰道，因此男同性戀之間無法進行陰道性交。
肛交是在男同性戀人群性行為方式的一種。在中文的同性戀群體中，進行插入的一方稱為「1」（號），接受插入的一方被稱為「0」（號）。由於肛交較陰道性交危險，為了避免各種性病的傳染，有許多男同性戀者與其他性傾向者一樣會在發生性行為時會選擇戴上保險套，避免體液交換，以達到安全性行為。然而也有些人進行不使用保險套的性行為，以免去保險套阻礙性行為的不便。
除了肛交之外，男同性戀者還會進行口交或互相自慰的方式來達到性高潮。
有部分男同性戀者對於特定事物有著特殊的偏好，譬如特別迷戀制服、靴子、袜子等。個別男同性戀者甚至會進行BDSM、拳交等。應當注意這些偏好與性取向無關。

## 宗教信仰

### 台灣
林建宏對UThome男同志聊天室發放網路問卷調查，一共回收352份。該份調查顯示臺灣男同性戀當中，無宗教信仰者最多占比為59.09%，佛教占比為20.45%，道教占比為11.36%，一貫道占2.56%，基督教（新教）3.98%，天主教1.14%，其它1.42%，主要以無宗教信仰和佛教為多數。
行政院執行的「我國多元性別(LGBTI)者生活狀況調查」，針對臺灣LGBTI群體的網路問卷調查一共回收13,104份，則顯示無宗教信仰佔43.57%，民間信仰佔21.54%，佛教佔13.53%，道教佔12.35%，一貫道佔1.17%，天主教佔0.82%，基督教（新教）佔5.63%，伊斯蘭佔0.21%，泛靈信仰佔0.18%。

### 中國大陸
联合国开发计划署發布的「中國性少數群體生存狀況」報告，以线上问卷的形式，利用网络社交平台以滚雪球方式获取问卷调查。該問卷回收28454份，其中LGBTI群體佔18088份，主要的組成群體為居住在城市、具有大学教育程度的“80後”及“90後”。該份調查顯示，约五分之一的LGBTI群體有宗教信仰，其中大多数信仰佛教，也有一定比例信仰基督新教、道教等其他宗教。

### 美國
皮尤研究中心對美國民眾進行電話訪問調查其宗教信仰，在35071位成人中，有1604位表明自己是同性戀或雙性戀。在LGB群體裡，基督信仰佔48%（新教佔29%，天主教佔17%，摩門教佔1%），無特別宗教信仰者佔41%，一神普救派等自由信仰運動佔2.9%，新時代運動（如威卡教或新異教主義等）佔2.4%，猶太教2%，佛教2%，伊斯蘭1%，印度教1%。相較於美國大眾有71%為基督徒， LGBT群體比較傾向於非基督教信仰。

## 社會態度

### 愛滋感染
肛交為男同性戀者間常見的性交方式之一，如同其它進行體液交換的男女性交方式一樣，同為感染HIV病毒的管道之一。
2013年很多國家的艾滋病控管機構發表當年的統計，發現艾滋病的感染率在男同性戀者當中有上升的趨勢。總結其因素為不使用保險套的性行為增加，以及沒有進行適時的艾滋病病毒檢測。
美國疾病控制與預防中心2013年的報告顯示，2005年到2011年間，美國男男性行為者在過去12個月中不使用安全套的肛門性交行為增加了20%。2011年，全美48個州中，一半的新感染案例都是通過男男性行為發生的。
英國公眾健康部門2013年發布的統計發現，2012年共有3,250名男同性戀者和雙性戀者感染HIV，為英國有記錄以來最高的數字。
研究顯示，對愛滋感染者污名化，以及對群體的各種標籤化行為，容易導致個體會避免面對HIV的相關檢測，而成為疾病篩檢預防上的漏洞。在整個疾病預防的角度上，污名化與安全性行為呈現負相關，顯現出在污名化嚴重的區域中，安全性行為的推行更加不易。

### 恐同情緒
恐同症的全名是「同性戀恐懼症」，由George Weinberg於1972年提出，指畏懼跟同性戀者有近距離接觸，且想施加懲罰於同性戀者身上的一種病症，這種恐懼大多是不理性的。但此概念逐漸脫離臨床症狀，而應用於社會及文化範疇，指對於同性戀者沒來由的恐懼、歧視、偏見、攻擊等。有學者區分出「內化恐同」 (internalized homophobia)，以及「制度化恐同」 （institutional homophobia）兩種概念。前者指人們對於自己被同性吸引的事實產生羞恥感、自我憎厭等，而後者則指學校、政府、商業機構、宗教團體等社會體制，在政策及人事上，對不同性傾向人士的不公對待和歧視。
「恐同」產生的機制困擾著心理學家們，直到現在，人們還沒有得到一個明確的結論。基爾馬丁教授（Prof. Kilmartin）主張，男性恐同者的恐懼可能來自性別刻板印象。換言之，對於一些男性而言，與男同性戀來往讓他們感覺自身「男子氣概」受到威脅。當他們與男性同性戀接觸時，他們感到自己的價值觀受到挑戰，進而產生不安全、焦慮、恐懼、憤怒等負面情感。恐同態度「保護」他們不被「同性戀式的行為」威脅，從而保全自己的「男子氣概」。
根據加拿大學者安德森（Richard Andersen）與費特娜（Tina Fetner）的研究，對同性戀的友善程度可能和貧富差距有關。他們比較三十五個民主國家的「世界價值調查」樣本後發現：經濟不平等擴大時，對同性戀不友善的程度會升高。反之，國家經濟成長後，對同性戀寬容度隨之提高。
一份美國研究綜述發現，對同性戀持負面態度的人，通常：
- 較少和男女同性戀有接觸往來
- 較少參與同性性行為或認同自身為同志
- 傾向對同儕感知到負面態度
- 童年時期居住在把「反對同性戀」當作規範的地區
- 比較年長和未受過教育
- 較為虔誠，常上教堂，並且保有保守派的宗教意識形態
- 傾向表達傳統、刻板的性別角色
- 對性持保守、負面或罪惡的態度
- 傾向威權主義或具相關之人格特質

對同性戀的恐懼和刑事定罪阻礙了關於MSM和HIV傳播的研究，也阻礙了這些國家控制HIV的努力。

### 性悖軌法
男男之間的性交行為在歷史上曾被很多國家所禁止，違者會受到嚴厲的懲罰。即使是現在，兩名成年男子之間自願的性交行為在全球70個國家有刑事風險。聯合國人權理事會在1994年認定同性性行為入罪是以國家法律歧視他人性傾向，違反人權保障。

## 当代艺术与文化

### 时尚界

麦昆, 2008年秋季

自20世纪初以来，无论公开还是隐秘的，同性恋男性一直是世界上一些最有影响力的时尚设计师，创办了一些最重要的时尚品牌。克里斯托瓦尔·巴伦西亚加（生于1895年），创办了巴黎世家品牌，是同性恋者，但他的性取向一直保持私人不公开。他的长期伴侣，法国籍波兰百万富翁Władzio Jaworowski d'Attainville，为他设立了基金，以便他创办这个品牌。在d'Attainville去世后，巴伦西亚接下来的一个系列完全设计成黑色，以悼念他的离世。法国时尚设计师克里斯汀·迪奥（生于1905年）是20世纪另一位极具影响力的时尚设计师。迪奥从未结婚，也没有公开表明自己是同性恋，然而，他以前常常出现在巴黎的同性恋文化圈中，被可可·香奈儿嘲讽地形容从未真正地与女性“亲近”过。伊夫·圣·洛朗（生于1935年），也被认为是20世纪最重要的时尚设计师之一，是公开出柜的同性恋者；他的长期伴侣是皮埃尔·贝尔热。贾尼·范思哲（生于1946年），意大利时尚设计师，范思哲创始人，在1995年七月接受The Advocate的采访中公开出柜。贾尼·范思哲在1997年被谋杀。
在20世纪末21世纪初，一代年轻的同性恋男性在时尚界崭露头角。汤姆·福特（生于1961年）于2005年创办了自己的同名品牌汤姆·福特，并表示他在20世纪80年代访问Studio 54时意识到自己是同性恋。同样公开出柜的亚历山大·麦昆（生于1969年）于1992年创办了自己的同名品牌亚历山大·麦昆，凭借其革命性的设计被认为是时尚天才。麦昆说他在六岁时意识到自己的性取向。在2000年，麦昆与他的伴侣乔治·福尔赛斯，一位纪录片制片人，在伊比沙岛的一艘游艇上举行了结婚仪式。麦昆于2010年自杀，母亲去世后不久。近年来，同性恋男性继续在世界时尚界产生影响，包括杰瑞米·斯科特（生于1975年）、吴季刚（生于1982年）和亚历山大·王（生于1983年）等设计师。

## 著名的男同性戀人士
在歷史上有不少著名的男同性戀人士，當中有唯美主义代表人物奧斯卡·王爾德、理论计算机科学之父艾倫·圖靈，大多都或多或少受到了人们的歧视与恶意。但随着文明进步与对同性恋研究的深入，同性恋得到了大部分人的包容，越来越多的人公布其同性恋身份，比较知名的有：香港演员张国荣，《越狱》主演温特沃什·米勒，美国流行歌手亚当·兰伯特、納斯小子，“磁力王”伊恩·麦凯伦，澳洲歌手特洛伊·希文，苹果CEO蒂姆·库克等。